# Marmosa nicaraguae
Marmosa (Micoureus) nicaraguae  is een opossum uit de familie van de Didelphidae. 

## Taxonomie
Voorheen werd Marmosa nicaraguae als synoniem van de Alstondwergbuidelrat beschouwd. In 2021 liet genetisch en morfologisch onderzoek zien dat het om een zelfstandige soort gaat.

## Verspreiding
Marmosa nicaraguae komt voor in het noorden van Costa Rica en in Nicaragua. In Costa Rica leeft de soort in de Caribische laaglandregenwouden van de provincie Limón en de droogbossen van het Pacifisch laagland van de provincie Guanacaste. In Nicaragua komt  Marmosa nicaraguae voor in de Región Autónoma de la Costa Caribe Sur.

## Uiterlijk
De lengte bedraagt circa 17 cm.  Marmosa nicaraguae heeft een lange grijpstaart met een lengte van 27 tot 28 cm.